# Villette-d'Anthon
Villette-d'Anthon este o comună în departamentul Isère din sud-estul Franței. În 2009 avea o populație de 4.146 de locuitori.

## Evoluția populației
| An        | 1975  | 1982  | 1990  | 1999  | 2006  | 2009  |
| --------- | ----- | ----- | ----- | ----- | ----- | ----- |
| Populație | 1.334 | 2.711 | 3.534 | 3.906 | 4.122 | 4.146 |